# Юлий Авит
Юлий Авит с пълното име Гай Юлий Авит Алексиан (на латински: Julius Avitus; Gaius Julius Avitus Alexianus) e благородник сириец – арабин от 2 и 3 век.
Произлиза от Емеса (днес Хомс, Сирия). Получава консулска служба и е римски управител на Азия, Месопотамия и Кипър.
Той се жени за Юлия Меса, дъщеря на Юлий Басиан, висш жрец на Храма на слънцето.
Нейната по-малка сестра Юлия Домна e съпруга на император Септимий Север. Авит е така чичо на бъдещите императори Каракала и Публий Септимий Гета.
Авит и Меса имат 2 дъщери, родени и израсли в Емеса:
- Юлия Соемия Басиан Августа, майка на бъдещия император Елагабал
- Юлия Юлия Мамея, майка на Александър Север

Чрез тях той е дядо на двама римски императори – Елагабал и Александър Север.